# Saint-Symphorien, Sarthe

Saint-Symphorien este o comună în departamentul Sarthe, Franța. În 2009 avea o populație de 563 de locuitori.